# Estação Paraíso (álbum)
Estação Paraíso é um álbum de estúdio da dupla sertaneja brasileira Chrystian & Ralf, lançado em 1999. É o último disco da dupla antes da sua separação que durou até 2001, após ambos seguirem carreiras solo. Ganhou disco de ouro.

## Faixas[3]
| N.º            | Título                               | Compositor(es)                                                                | Duração |  |
| 1.             | "Só Mais Um Caso de Amor"            | Luiz Schiavon / Marcelo Barbosa / Nil Bernardes                               | 3:41    |  |
| 2.             | "O Show Vai Começar"                 | Reinaldo Barriga / Cecílio Nena                                               | 3:16    |  |
| 3.             | "Minha História Com Você"            | Carlos Randall / Danimar / Reinaldo Barriga                                   | 3:40    |  |
| 4.             | "Romance Acabado"                    | Sérgio Pinheiro / Mauri                                                       | 3:43    |  |
| 5.             | "O Quanto Dói a Solidão"             | Mauro Gasperini / Maurício Gasperini / Sérgio Pinheiro                        | 3:13    |  |
| 6.             | "Já Passou"                          | Lula Barbosa / Vanderlei de Castro                                            | 2:57    |  |
| 7.             | "Poeira no Vento (Dust in the Wind)" | Kerry Livgern (versãoːMauro Gasperini / Maurício Gasperini / Sérgio Pinheiro) | 3:20    |  |
| 8.             | "Distância"                          | Sérgio Pinheiro / Mauri                                                       | 4:04    |  |
| 9.             | "Estação Paraíso"                    | Chrystian / Ralf / Reinaldo Barriga                                           | 3:41    |  |
| 10.            | "Amor Demais"                        | Lula Barbosa / Reinaldo Barriga                                               | 3:25    |  |
| 11.            | "Camas Separadas"                    | Reinaldo Barriga / Cecílio Nena                                               | 3:48    |  |
| 12.            | "Coisa de Atriz"                     | HP / Olinto Muniz / Danimar                                                   | 6:53    |  |
| Duração total: | Duração total:                       | Duração total:                                                                | 45:41   |  |

## Certificações
| Brasil (ABPD)                             | Ouro | 1999 | 100.000* |
| *número de vendas baseado na certificação |      |      |          |